# Benjámin (keresztnév)
A Benjámin héber eredetű bibliai férfinévből származik. Jelentése: a jobb (jobb kéz) fia (בִּנְיָמִין Binjámín) vagy jobbom fia (בֶּן־יְמִינִי Ben-jemíní), ebből átvitt értelemben: a szerencse fia. Női párja: Benjamina.
A Benjámint gyakran társítják a „legkisebb” jelzőhöz, mivel a bibliai Jákób legkisebb fia volt. Genealógiai értelemben a nemzetség, család, ág stb. legfiatalabb férfi tagja vagy a fiatalon meghalt családtag megnevezése. A megnevezés a bibliai eredetre vezetik vissza. Inkább familiáris megnevezés, mint szabályos genealógiai fogalom, de jól alkalmazható, ha meg kell határoznunk az adott családi szervezet legfiatalabb tagját.

## Képzett és rokon nevek
- Béni:[1] becenévből önállósult[2]
- Benjamin: a név más nyelveken írott alakja

Rokon nevek: Benke, Benkő, Benő* 
- Benke:[1] a Benedek és a Benjámin régi becenevéből önállósult[2]
- Benkő:[1] a Benedek és a Benjámin régi becenevéből önállósult[2]
- Benő:[1] a Benedek és a Benjámin régi becenevéből önállósult[2]

- Benjamina: a Benjámin női alakja

## Gyakorisága
Az 1990-es években a Benjámin gyakori névvé vált, a Béni szórványosan fordult elő, a 2000-es években a Benjámin a 49-52. leggyakoribb, idegen írású alakja, a Benjamin 2005 óta 86-100. leggyakoribb férfinév, a Béni nem szerepel az első százban.

## Névnapok
- Benjámin, Benjamin: január 3.,[2] március 31.[2]
- Béni: március 31.[2]

## Idegen nyelvi változatai
- Benjamin, Benny, Ben (angol)
- Beniamino (olasz)

## Híres Benjáminok, Benjaminok és Bénik
- A Benjámin nevet tartalmazó szócikkek a magyar Wikipédián
- A Benjamin nevet tartalmazó szócikkek a magyar Wikipédián
- A Béni nevet tartalmazó szócikkek a magyar Wikipédián